# Angerona sordidata
Angerona sordidata är en fjärilsart som beskrevs av Ulrich Roesler. Angerona sordidata ingår i släktet Angerona och familjen mätare. Inga underarter finns listade i Catalogue of Life.